# Lejdi Oreb
Lejdi Oreb (*Vela Luka) - hrvatska tv-voditeljica, scenaristica, urednica, organizatorica brojnih koncerata
Potječe iz Vele Luke na otoku Korčuli iz obitelji. U Zagreb je stigla iz Vele Luke 1979. godine upisavši se u Srednju upravnu školu, a potom i na studij prava.
Voditeljica je, scenaristica i urednica u projektima zabavnog karaktera na HRT-u. Radi u Službi za jezik i govor. Nagrađena je životnom nagradom "Za osobit doprinos duhovnom i svjetovnom obogaćivanju hrvatske baštine".
Osmislila je glazbene tv-emisije kao što su: "Evergreen" i "Svirci moji". Vodila je brojne koncerte i festivale poput: "Božića u Ciboni", klapskih koncerata i festivala, Festivala kajkavskih popevki, Porin Classica, koncerata Big benda HRT-a, Zagrebačke filharmonije, brojnih humanitarnih koncerata i sl. 
Autorica je projekta "Hrvatska priča", kojim se međunarodno predstavlja hrvatski identitet i povezuje domovina s dijasporom preko klapske, tamburaške i solističke glazbe, turističke i gastronomske promocije u suradnji s Hrvatskom maticom iseljenika, HRT-om, Hrvatskom turističkom zajednicom i drugim institucijama.
Sudjelovala je u nastanku Zvučne Biblije na hrvatskom jeziku za potrebe slijepih osoba.
Djeluje u katoličkim udrugama i molitvenim zajednicama. Članica je katoličke marijanske udruge "Vojska Bezgrešne". Stalna je suradnica Radio Marije. Pjeva u katoličkim zborovima i vodi seminare duhovne obnove. Piše članke za franjevački časopis "Veritas".